# Antônio Carlos (football, 1983)
Pour les articles homonymes, voir Antônio Carlos.
Antônio Carlos dos Santos Aguiar, plus connu sous le nom d'Antônio Carlos est un joueur de football né le 22 juin 1983 à Rio de Janeiro.

## Biographie

### Palmarès
- 2005 : Champion de l'État de Rio de Janeiro (Fluminense FC).
- 2005 : Vainqueur de la Coupe de Rio de Janeiro (Fluminense FC).